# Alberto Randegger
Alberto Randegger (13 de abril de 1832 – 18 de diciembre de 1911) fue un compositor, director de orquesta y profesor de canto italiano, principalmente reconocido por haber promovido la ópera y las nuevas obras de música británica en Inglaterra durante la era Victoriana y por su famoso libro de texto sobre las técnicas de canto.

## Biografía
Randegger nació en Trieste, Italia, hijo de una madre músico y un padre maestro de escuela. Conoció a Giuseppe Verdi en Trieste, en 1850, y más tarde adquirió fama como un gran intérprete de las óperas de Verdi. Fue alumno de Jean Lafont en piano y de Luigi Ricci en composición. 

### Principios de carrera
Sus primeras composiciones fueron misas y otras piezas de música gospel y, junto a otros dos jóvenes alumnos de Ricci, produjo dos ballets y una ópera, Il Lazzarone, en 1852. En 1854 compuso otra ópera, Bianca Capello, en Brescia. Durante este período, se desempeñó también como director de orquesta en varios teatros de Fiume, Senigallia, Brescia y Venecia.
Randegger comenzó a trabajar en Londres como organista en el Regent's Park de St. Paul desde su llegada a la ciudad, en 1854, hasta 1879. Desde 1857 dirigió la ópera italiana en el St. James's Theatre y entre 1887 y 1898 trabajó en el Theatre Royal de Drury Lane y en la Royal Opera House, en donde adquirió fama por sus interpretaciones de óperas de Wagner, Verdi y Mozart. También se desempeñó como profesor de canto en Londres, dictando clase en el Royal College of Music. En 1868 aceptó un puesto como profesor en la Royal Academy of Music, en donde también fue seleccionado como director y como miembro del comité de administración. Continuó enseñando hasta su muerte. Desde 1868, además, fue director en el Wolverhampton Festival. Dirigió la Queen's Hall Choral Society y las primeras dos temporadas de conciertos sinfónicos en el Queen's Hall desde 1895 hasta 1897.
Como compositor, además de sus primeras obras, Randegger compuso una ópera cómica, The Rival Beauties (1864); la escena vocal Medea (1869); una obra musical con el dramaturgo W. S. Gilbert, Creatures of Impulse (1871); una cantata dramática, 150th Psalm para solo de soprano, coro, orquesta y órgano (1872); Fridolin (1873); dos escenas para soprano y orquesta, Medea (1869) ySappho (1875); Funeral Anthem, en memoria del príncipe Consort; The Prayer of Nature (1887); y varias otras piezas musicales. También editó numerosas colecciones de música con letra y trabajó en colaboración con T. J. H. Marzials en el libreto para la ópera Esmeralda, de Arthur Goring Thomas (1883). 

### Carl Rosa y últimos años
Randegger trabajó como director musical en la Carl Rosa Opera Company desde 1879 hasta 1885, ayudando a revivir el interés por la ópera en Inglaterra. En 1880, Sir George Grove escribió: "La forma cuidadosa en que se representan las piezas en el escenario, el número de ensayos, la eminencia y la excelencia de los intérpretes han comenzado a dar su fruto legítimo, y la Carl Rosa Opera Company se encamina a convertirse en una institución inglesa permanente". Después de la renuncia de Julius Benedict en 1881, también pasó a ser director del Norwich Musical Festival, trabajando allí hasta 1905. Allí dirigió obras nuevas de Cowen, J. F. Barnett, Stanford, Alexander MacKenzie, Prout, Parry, Edward German y otros, y en el festival de 1905 invitó a catorce compositores británicos para que dirigiesen las interpretaciones de sus propias obras.
El legado más importante de Randegger, además de su desempeño como director, fue un libro de texto titulado Singing, publicado en 1879 por Novello & Co, el cual aún se utiliza. En 1882, Randegger fue elegido como miembro honorífico de la Royal Philharmonic Society. Desde 1885 hasta 1887, dirigió el Coro de Henry Leslie.
Randegger contrajo matrimonio en primer lugar con la actriz Adeline de Leuw, de quien se divorció en 1892 (y quien más tarde se casaría con Hayden Coffin), y el 11 de marzo de 1897 se casó con la cantante estadounidense Louise Baldwin (estando ambos en segundas nupcias).
Randegger falleció en su hogar en Londres a los 79 años de edad. 